# Medlerana
Medlerana là một chi bướm đêm thuộc họ Noctuidae.